# Saint-Charles-de-Bourget
Saint-Charles-de-Bourget es un municipio canadiense situado en la provincia de Quebec.

## Superficie
Saint-Charles-de-Bourget tiene una superficie de 62,13 km².

## Demografía
En 2021, tenía 784 habitantes, una densidad poblacional de 12,6 hab./km², y 383 viviendas.